# Sirens Football Club
El Sirens FC es un equipo de fútbol de Malta que juega en la Primera División de Malta, la segunda liga de fútbol más importante del país.

## Historia
Fue fundado en el año 1970 en la localidad de San Pawl il-Baħar con el nombre St Paul's Bay FC en sus primeras temporadas como un equipo aficionado. El club cuenta también con secciones en fútbol sala y waterpolo.
En 1972 luego de ser afiliados a la Asociación de Fútbol de Malta cambiaron su nombre por el actual.

## Aficionados
El Sirens FC cunta con un grupo de aficionados llamado SS.13, la cual fue creado en el año 2013 justo antes del inicio de la temporada del club en la Tercera División de Malta, ganado el título de liga sin perder un solo juego, y en el transcurso de la temporada el club se convirtió en el club con más seguidores en la cuarta categoría, implantando un récord en Malta.

## Rivalidades
El club cuenta con una rivalidad con el Mgarr United y con el Mellieha SC de la ciudad de Mellieha. Con el Mgarr United en el llamado Derbi del Norte de Malta, y con el Mellieha SC los miembros de la SS.13 lo llaman el Derbi Azul porque el color principal de ambos equipos es el azul.

## Récord Europeo
| Temporada | Torneo             | Ronda         | Club       | Casa | Visita | Global |
| --------- | ------------------ | ------------- | ---------- | ---- | ------ | ------ |
| 2020-21   | UEFA Europa League | Primera ronda | CSKA Sofía | –    | 1–2    | 1–2    |

## Palmarés
- Primera División de Malta: 1

2018/19
- Tercera División de Malta: 1

2013/14
- Copa Desafío de Mellieha: 1

2015